# Курск (деревня, Ленинградская область)
Курск (фин. Kurski) — деревня в Большеврудском сельском поселении Волосовского района Ленинградской области.

## Название
- по одной версии, название происходит от смолокурительного промысла, которым занималось местное население
- по другой версии, от названия города Курска[3]

## История
Впервые упоминается в Писцовой книге Водской пятины 1500 года как деревня Курско в Ястребинском Никольском погосте Копорского уезда.
Как деревня Курска она обозначена на карте Ингерманландии А. Ростовцева 1727 года.
На карте Санкт-Петербургской губернии Ф. Ф. Шуберта 1834 года упоминается как деревня Курско, смежная с деревнями Брюховицы и Яблоницы.

КУРСКО — деревня принадлежит действительному статскому советнику Веймарну, число жителей по ревизии: 16 м. п., 15 ж. п. (1838 год)

Обозначена на карте Ф. Ф. Шуберта 1844 года как деревня Курско.
В пояснительном тексте к этнографической карте Санкт-Петербургской губернии П. И. Кёппена 1849 года она записана как деревня Kurski (Курско) и указано количество её жителей на 1848 год: савакотов — 14 м. п., 15 ж. п., всего 29 человек, а также указано, что «Однодворные финны в 1848 году были переселены в Неревицы, а три русских двора — в Вольпи. Здесь находится русская церковь».

КУРСКО — деревня тайного советника, сенатора Веймарна, 10 вёрст почтовой, а остальное по просёлочной дороге, число дворов — 7, число душ — 16 м. п. (1856 год)

КУРСКА — деревня владельческая при колодце, число дворов — 7, число жителей: 37 м. п., 27 ж. п. (1862 год)

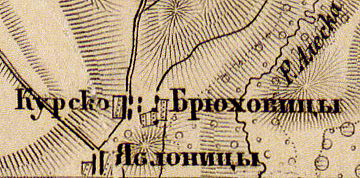
Деревня Курск на карте 1863 года

Согласно карте из «Исторического атласа Санкт-Петербургской Губернии» 1863 года деревня называлась Курско.
В 1869—1870 годах временнообязанные крестьяне деревни Брюховицы выкупили свои земельные наделы у А. А. Нетщер и стали собственниками земли.
Согласно материалам по статистике народного хозяйства Ямбургского уезда 1887 года имение при селении Курск площадью 28 десятин принадлежало мещанину П. И. Зеленкову, имение было приобретено в 1881 году за 1200 рублей, в нём был постоялый двор и винная лавка.
По данным Первой переписи населения Российской империи 1897 года в Яблоницком сельском обществе числилась деревня Курск — 7 дворов, 22 души.
В конце XIX — начале XX века деревня административно относилась к Яблоницкой волости 1-го стана Ямбургского уезда Санкт-Петербургской губернии. Население деревни было эстонским.
В 1917 году деревня входила в состав Яблоницкой волости Ямбургского уезда.
С 1917 по 1924 год деревня Курск входила в состав Брюховщинского сельсовета Молосковицкой волости Кингисеппского уезда.
С 1924 года в составе Яблоницкого сельсовета.
Согласно данным переписи населения СССР 1926 года в деревне Курск проживал 66 человек, большинство русские, а также эстонцы.
С 1927 года в составе Молосковицкого района.
С 1928 года в составе Курского сельсовета.
С 1931 года в составе Волосовского района.
По данным 1933 года деревня Курск являлась административным центром Курского сельсовета Волосовского района, в который входили 10 населённых пунктов: деревни Брюховицы, Красницы, Курск, Лятцы, Неревицы, Сырковицы, Яблоницы; посёлки Красный Луг, Лелино, Пурино, общей численностью населения 1833 человека.
По данным 1936 года в состав Курского сельсовета входили 11 населённых пунктов, 399 хозяйств и 5 колхозов<.

Деревни Курск, Брюховицы и Яблоницы на карте 1940 года

Согласно военно-топографической карте РККА 1940 года деревня насчитывала 16 дворов.
C 1 августа 1941 года по 31 декабря 1943 года деревня находилась в оккупации.
В 1952 году население деревни Курск составляло 138 человек.
В 1958 году население деревни Курск составляло 134 человека.
С 1963 года в составе Кингисеппского района.
С 1965 года вновь в составе Волосовского района.
По данным 1966 года деревня Курск также находилась в составе Курского сельсовета.
Решением Исполнительного комитета Ленинградского областного Совета депутатов трудящихся от 31 декабря 1970 года № 599 «О некоторых изменениях административно-территориального деления Волосовского района» деревни: Яблоницы, Курск и Брюховицы были объединены в один населённый пункт — деревню Курск.
По данным 1973 года деревня Курск находилась в составе Остроговицкого сельсовета Волосовского района с центром в посёлке Остроговицы.
По данным 1990 года деревня Курск находилась в составе Остроговицкого сельсовета с центром в посёлке Курск.
В 1997 году в деревне Курск проживали 168 человек, деревня относилась к Остроговицкой волости.
В 2002 году — 208 человек (русские — 85 %), в 2007 году — 160 человек, в 2010 году — 230, в 2013 году — 213 человек.
В мае 2019 года деревня вошла в состав Большеврудского сельского поселения.

## География
Деревня расположена в западной части района на автодороге 41А-187 (Пружицы — Красный Луч).
Расстояние до административного центра поселения — 1 км.
Расстояние до ближайшей железнодорожной станции Молосковицы — 11 км.

## Демография
| 1838 | 1848 | 1862 | 1997 | 2002 | 2007 | 2010 |
| ---- | ---- | ---- | ---- | ---- | ---- | ---- |
| 31   | ↘29  | ↗591 | ↘168 | ↗208 | ↘160 | ↗230 |
| 2013 | 2014 | 2017 |      |      |      |      |
| ↘213 | ↗225 | ↘217 |      |      |      |      |

### Национальный состав
Согласно данным Всероссийской переписи населения 2021 года в деревне проживали 239 человек, из них:
 русские — 220, таджики — 10, украинцы — 4, финны — 2, армяне — 1, удмурты — 1, один человек национальность не указал.

## Улицы
Брюховицы, Яблоницы.
Брюховицы и Яблоницы, это бывшие деревни объединённые с деревней Курск.